# Axel Sjöblad
Axel Sjöblad   () és un jugador d'handbol suec, ja retirat, que va competir durant les dècades de 1980 i 1990. Jugava de pivot.
El 1992 va prendre part en els Jocs Olímpics de Barcelona, on guanyà la medalla de plata en la competició d'handbol. En el seu palmarès també destaca una medalla d'or en el Campionat del món d'handbol de 1990. Amb la selecció nacional sueca jugà un total de 75 partits en què marcà 83 gols.
A nivell de clubs jugà al Lugi HF, UMS Pontault-Combault HB i Stavstens IF.